# Virasoro-Algebra
Die Virasoro-Algebra ist eine unendlichdimensionale Lie-Algebra und gehört damit in den Bereich der Mathematik. Sie findet Verwendung in der mathematischen Physik, insbesondere in der Stringtheorie und in der konformen Feldtheorie.
Dort wird sie als Algebra über den komplexen Zahlen behandelt, anstelle der komplexen Zahlen sind aber auch beliebige Körper der Charakteristik 0 verwendbar.
Sie wurde 1970 von Miguel Virasoro im Rahmen der Stringtheorie eingeführt. In der Mathematik spielt sie eine wichtige Rolle bei der Konstruktion der Monstergruppe.

## Konstruktion
Ausgangspunkt ist die Witt-Algebra {\displaystyle W} über einem Körper {\displaystyle K} der Charakteristik 0 (zum Beispiel {\displaystyle \mathbb {C} }), die von Elementen {\displaystyle l_{n},n\in \mathbb {Z} } mit den Kommutatorrelationen {\displaystyle [l_{m},l_{n}]\,=\,(m-n)l_{m+n}} erzeugt werde.
Eine Virasoro-Algebra {\displaystyle V} ist definiert als zentrale Erweiterung dieser Witt-Algebra. Das heißt, es gibt eine kurze exakte Sequenz von Lie-Algebren
{\displaystyle 0\rightarrow K\cdot c\rightarrow V\rightarrow W\rightarrow 0}.
Hierbei ist {\displaystyle K\cdot c} ein eindimensionaler Vektorraum, den man sich in {\displaystyle V} enthalten denken kann.
Dabei soll {\displaystyle c} im Zentrum von {\displaystyle V} liegen, man bezeichnet {\displaystyle c} manchmal auch als „zentrale Ladung“ der Virasoro-Algebra.
Die Virasoro-Algebra {\displaystyle V} wird dann von {\displaystyle c} und Elementen {\displaystyle L_{n}}, die Urbilder der {\displaystyle l_{n}} sind, erzeugt.
Für die Kommutatorrelationen hat man gewisse Wahlmöglichkeiten. Eine zweckmäßige Wahl ist
{\displaystyle [L_{m},L_{n}]=(m-n)\cdot L_{m+n}+{\frac {c}{12}}(m^{3}-m)\delta _{m+n,0}} für alle {\displaystyle m,n\in \mathbb {Z} }.
Dabei steht {\displaystyle \delta } für das Kronecker-Delta, und da {\displaystyle c} im Zentrum von V ist, gilt {\displaystyle [v,c]=0} für alle {\displaystyle v\in V}. Man nennt {\displaystyle {\tfrac {c}{12}}(m^{3}-m)\delta _{m+n,0}} den zentralen Anteil der Kommutatorrelation; diesen Anteil kann man im allgemeinsten Fall als {\displaystyle \alpha m^{3}+\beta m} mit {\displaystyle \alpha ,\beta \in K} wählen. 
Die vorliegende Wahl wird dadurch motiviert, dass {\displaystyle m^{3}-m} für {\displaystyle m=-1,0,1} verschwindet und daher {\displaystyle K\cdot L_{-1}+K\cdot L_{0}+K\cdot L_{1}\subset V} in obiger Sequenz isomorph auf {\displaystyle K\cdot l_{-1}+K\cdot l_{0}+K\cdot l_{1}\subset W} abgebildet wird, wobei letzteres eine zur sl(2,K) isomorphe Lie-Algebra ist. 
Der Faktor {\displaystyle {\tfrac {1}{12}}} ist lediglich eine bequeme Konvention.

## Äquivalenzen
Zwei zentrale Erweiterungen der Witt-Algebra
{\displaystyle 0\rightarrow K\cdot c\,{\stackrel {i_{1}}{\rightarrow }}\,V_{1}\,{\stackrel {p_{1}}{\rightarrow }}\,W\rightarrow 0}
und 
{\displaystyle 0\rightarrow K\cdot c\,{\stackrel {i_{2}}{\rightarrow }}\,V_{2}\,{\stackrel {p_{2}}{\rightarrow }}\,W\rightarrow 0}
heißen äquivalent, wenn es einen Lie-Algebren-Isomorphismus {\displaystyle \phi \colon V_{1}\to V_{2}} gibt mit {\displaystyle i_{2}=\phi \circ i_{1}} und {\displaystyle p_{1}=p_{2}\circ \phi } gibt.
Man kann zeigen, dass es bis auf Äquivalenz nur eine zentrale Erweiterung {\displaystyle 0\rightarrow K\cdot c\rightarrow V\rightarrow W\rightarrow 0} gibt, die nicht äquivalent zu einer semidirekten Summe {\displaystyle K\cdot c\oplus W} ist, nämlich die oben eingeführte Virasoro-Algebra.